# Sofi Tsedaka
Sofi Tsedaka (in ebraico סופי שרה צדקה‎?; in arabo سوفى تسيداكا‎?; Holon, 26 ottobre 1975) è una cantante e attrice israeliana.

## Biografia
Nata a Holon in una famiglia samaritana, Sofi si converte all'ebraismo all'età di diciotto anni insieme alle sorelle, dopo essere stata scomunicata dalla comunità samaritana.
Per le elezioni parlamentari del 2006 si è candidata per i Verdi, senza venire tuttavia eletta.